# جورج بي. فوجت
جورج بي. فوجت (بالإنجليزية: George B. Vogt)‏ هو عالم حشرات وعالم حيوانات أمريكي، ولد في 1933، وتوفي في 1991.